# VLF Force 1
Der VLF Force 1 ist ein Supersportwagen des von Gilbert Villarreal, Bob Lutz und Henrik Fisker gegründeten amerikanischen Kleinserienherstellers VLF Automotive auf Basis der Dodge Viper. Bei der Entwicklung des Force 1 erhielt VLF Automotive Unterstützung des US-amerikanischen Rennfahrers Ben Keating.

## Geschichte
Erstmals präsentiert wurde das Fahrzeug als Coupé auf der NAIAS im Januar 2016 in Detroit, seit April 2016 wird es in Auburn Hills gebaut. Der Verkauf erfolgt ausschließlich über die Verkaufsstellen von Ben Keating. Auf der Shanghai Motor Show im April 2017 wurde der Force 1 als Roadster vorgestellt.
Ursprünglich sollten 50 Fahrzeuge gebaut werden. Letztendlich wurde die Produktion aber nach fünf gebauten Force 1 beendet.

## Technische Daten
Den Motor übernimmt der Zweisitzer aus der Dodge Viper, er leistet im Force 1 jedoch 548 kW (745 PS) und beschleunigt den Sportwagen in rund drei Sekunden auf 100 km/h. Die Höchstgeschwindigkeit wird von VLF Automotive im Coupé mit 350 km/h und im Roadster mit 335 km/h angegeben.
|                            | VLF Force 1 V10 Coupé    | VLF Force 1 V10 Roadster |
| Bauzeitraum                | 2016–2018                | 2017                     |
| Motorkenndaten             |                          |                          |
| Motortyp                   | V10-Ottomotor            | V10-Ottomotor            |
| Hubraum                    | 8382 cm³                 | 8382 cm³                 |
| max. Leistung bei min−1    | 548 kW (745 PS) / 6100   | 548 kW (745 PS) / 6100   |
| max. Drehmoment bei min−1  | 928 Nm / 5000            | 928 Nm / 5000            |
| Kraftübertragung           |                          |                          |
| Antrieb                    | Hinterradantrieb         | Hinterradantrieb         |
| Getriebe, serienmäßig      | 6-Gang-Schaltgetriebe    | 6-Gang-Schaltgetriebe    |
| Getriebe, optional         | 6-Gang-Automatikgetriebe | 6-Gang-Automatikgetriebe |
| Messwerte                  |                          |                          |
| Höchstgeschwindigkeit      | 350 km/h                 | 335 km/h                 |
| Beschleunigung, 0–100 km/h | 3,0 s                    | 3,0 s                    |
| Leergewicht                | 1450 kg                  | 1538 kg                  |